# 五島観光歴史資料館
五島観光歴史資料館（ごとうかんこうれきししりょうかん）は、長崎県五島市にある資料館。1989年（平成元年）に、福江市の市制施行35周年を記念して、石田城の二の丸跡に建てられた。

## 概要
石田城の城郭内に複数建造物と併設されており、城郭内近在施設として長崎県立五島高校、福江文化会館、本館がある。
本館の1階は観光案内と資料研究室、2階に五島列島の遺跡、神社仏閣、五島藩関連などの歴史・人物資料、3階に五島列島の自然、民俗行事、生物、山岳、農業・漁業関係を常設展示している。また、2階には伊能忠敬の五島市測量の際の、伊能宛の最後の書簡などが展示されている。
2008年2月18日 - 4月15日まで、五島領古地図展として1850年（嘉永3年）時の石田城城郭地図、旧福江図、五島古図を展示した
休館日は12月29日より翌年1月3日まで。

## 所在地
長崎県五島市池田町1番4号

## 交通アクセス
- 福江港より徒歩約5分。
- 福江空港より車で約10分。